# Aleurit
Aleurit (russisch алеврит alewrit; von altgriechisch ἄλευρον aleuron ‚Weizenmehl oder -schrot) ist ein grobschluffiges und/oder feinsandiges Lockersediment mit Korngrößen von 0,01 bis 0,1 mm, wobei in groben Aleurit (0,05 bis 0,1 mm) und feinen Aleurit (0,01 bis 0,05 mm) differenziert werden kann. Der Begriff wurde in den 1930er Jahren vom russisch-sowjetischen Petrographen Alexander Sawarizki geprägt und wird heute relativ selten und faktisch nur im östlichen Europa und in den asiatischen Nachfolgestaaten der Sowjetunion verwendet.